# Laurent Boix-Vives
Laurent Boix-Vives, né le 30 août 1926 à Brides-les-Bains (Savoie) et mort le 18 juin 2020 à La Tronche,, est un entrepreneur français qui reprit notamment l'entreprise Rossignol.

## Biographie
Fils d'Anselme Boix-Vives, négociant en primeurs et artiste peintre, et de Marie-Louise Marquez-Llull, Laurent est né en 1926 à Brides-les-Bains,,. Il est issu d'une famille de commerçants d'origine espagnole, venus s'installer dans la vallée au lendemain de la Première Guerre mondiale. Très jeune, il travaille avec ses parents sur les marchés. Il est amené très rapidement à gérer les affaires de la famille. Il ouvre notamment une succursale dans la station de Courchevel.
En 1948, il se marie avec Janine, originaire du Dauphiné qui se rend régulièrement en Tarentaise.
Il fait construire au village de Moriond, voisin de Saint-Bon-Tarentaise où se trouve la station de Courchevel, le téléski du Marquis en 1952. Il fonde notamment la SA des téléskis Anselme Bois et Cie. Il rachète quatre ans plus tard la Société des Téléskis de Moriond (STM),. En 2002, la STM deviendra une filiale de la Société des Trois Vallées (S3V). Laurent Boix-Vives semble considérer que « le développement des sports d’hiver est un moyen d’endiguer l’exode vers les vallées ».
Au début des années 1950, alors que l'entreprise Rossignol connaît des difficultés liées à la crise du textile, l'ancien champion de ski Émile Allais, actionnaire de l'entreprise, fait appel à Laurent Boix-Vives qu'il a fréquenté dans la station de Courchevel,. Ce dernier reprend l'entreprise en 1956, et réoriente la stratégie de l'entreprise sur les skis, alors que cette activité ne représentait jusque-là que 20 % du chiffre d'affaires de l'entreprise. Il reçoit le soutien financier de la famille Cormouls-Houlès, des créanciers et investisseurs rencontrés à Courchevel. L'entreprise, jusque-là artisanale où seulement 30 employés sur les 130 s'occupaient de la fabrication des skis, passe le cap de la production industrielle. Des partenariats sont tissés avec la Fédération française de ski ou encore l’École nationale de ski alpin de Chamonix (ENSA). Petit à petit, les sportifs deviennent des supports publicitaires de la marque, avec le risque de transformer les sportifs en « hommes sandwich » selon Danielle Arnaud dans son ouvrage La neige empoisonnée (1975).
De 1987 à 1992, il a participé au comité d'organisation des Jeux Olympiques d'hiver d'Albertville.
En 2009, il ouvre avec sa femme Janine à Courchevel 1850 un hôtel cinq étoiles, Le Strato. Ce nom fait référence à un des skis mythiques de la firme Rossignol.

## Publication
- Laurent Boix-Vives, Rossignol. 50 millions de paires de skis – 50 ans de ma vie, Grenoble, Glénat, 2010, 237 p. (ISBN 978-2-7234-7767-3)